# Santos Urdinarán
Santos "Vasquito" Urdinarán (30. března 1900, Montevideo – 14. července 1979, Montevideo) byl uruguayský fotbalista. Nastupoval především na postu útočníka.
S uruguayskou reprezentací vyhrál mistrovství světa ve fotbale 1930. Má též zlatou medaili ze dvou olympijských her, roku 1924 a 1928. Třikrát vyhrál s uruguayskou reprezentací mistrovství Jižní Ameriky (1923, 1924, 1926). V národním týmu působil v letech 1923–1932 a odehrál za něj 22 utkání, v nichž vstřelil 2 góly.
S Nacionalem Montevideo se stal šestkrát mistrem Uruguaye (1919, 1920, 1922, 1923, 1924, 1933).